# Eugène (usurpateur romain)
Pour les articles homonymes, voir Eugène.
Eugène (Flavius Eugenius Augustus), mort le 6 septembre 394 près d'Aquilée, rhéteur et grammairien, est proclamé co-empereur romain d'Occident en 392 à la suite de la mort de Valentinien II. Ce chrétien modéré poussé par le général franc Arbogast n'est pas reconnu par Théodose Ier qui, régnant alors sur la partie orientale de l'empire, proclame co-empereur son fils Flavius Honorius et considère dès lors Eugène comme usurpateur. 
Ayant momentanément rallié une partie du sénat romain à sa cause, il est défait et meurt le 6 septembre 394 à la bataille du Frigidus qui l'oppose avec Arbogast aux troupes de Théodose. 

## Biographie

### Origines
Eugène, né à Elusa et issu de bonne famille, est un chrétien qui enseigne la rhétorique ou la grammaire en Gaule, à Vienne dans une école qu'il dirige. Il fait ensuite carrière dans l'administration impériale occidentale où il a atteint un poste élevé — soit magister officiorum (maître des bureaux), soit magister scriniorum (secrétaire en chef). Il se lie au général d'origine franque Arbogast auquel il aurait été recommandé par l'oncle de ce dernier, le grand général d'occident Richomer dont Eugène a probablement précédemment été le secrétaire.

### Accession au pouvoir
À partir de 391, les relations entre Arbogast, alors maître des milices, et le jeune empereur d'Occident Valentinien II se dégradent, ce dernier, alors âgé de 20 ans, aspirant à exercer directement ses fonctions impériales. L'empereur tente de destituer le général franc qui lui résiste, arguant qu'il ne tient pas son pouvoir de Valentinien qui n'a donc pas l'autorité de le démettre. Celui-ci sollicite l'intervention de l'Auguste d'Orient Théodose Ier mais sa requête reste lettre morte ; Valentinien se tourne alors vers l'évêque de Milan Ambroise afin qu'il tente une médiation avec le général réfractaire .     

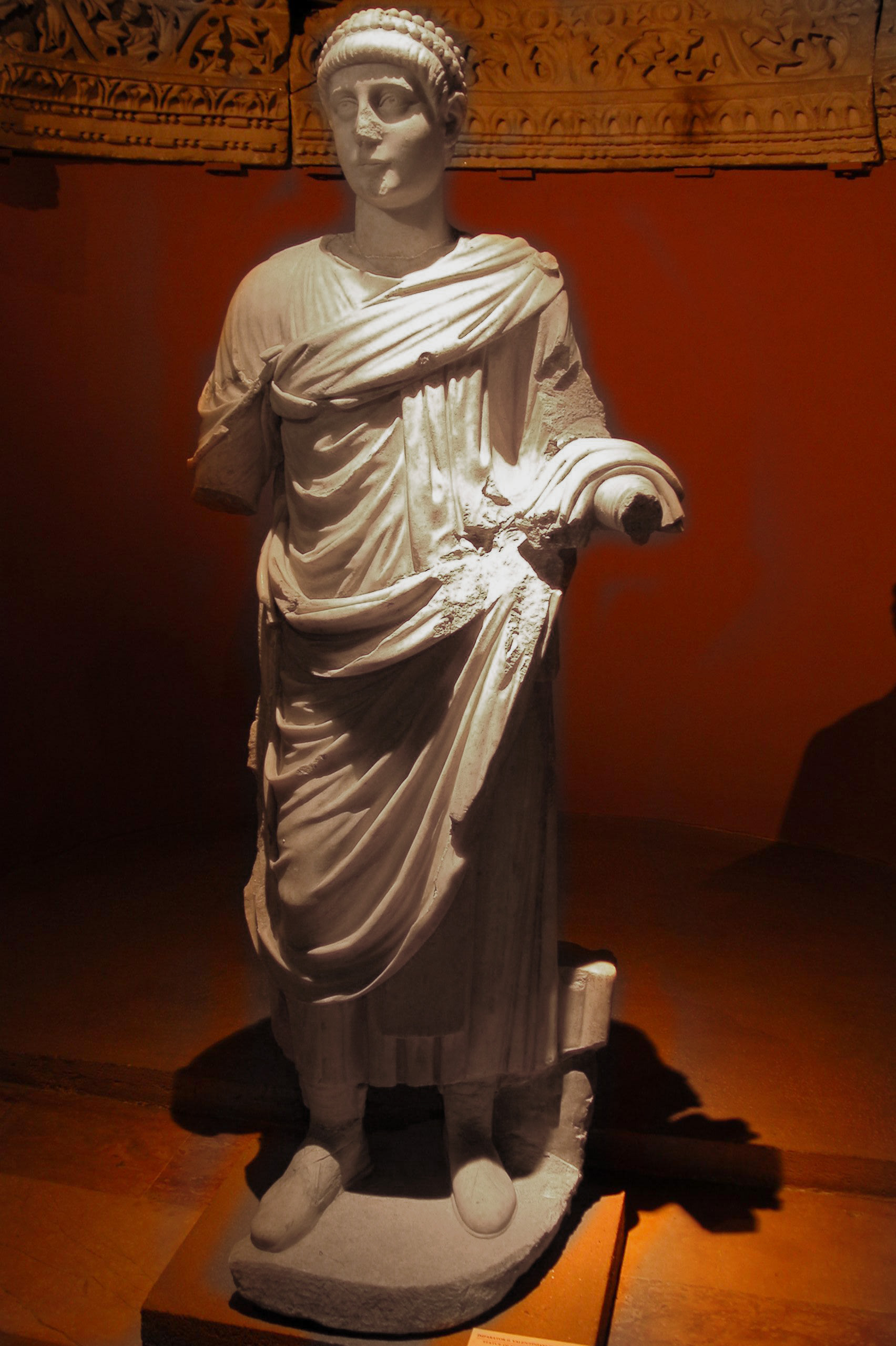
Statue en marbre figurant Valentinien II, fin IVe siècle, Musée archéologique d'Aphrodisias, Aydin

Mais Ambroise est toujours en chemin lorsqu'en mai 392, Valentinien trouve la mort en son palais viennois, dans des circonstances peu claires qui peuvent laisser penser à un assassinat orchestré par Arbogast, ce dont celui-ci s'est néanmoins toujours défendu. On peut en effet douter des bénéfices que retire le puissant général franc, qui n'a en tout état de cause pas accès à la pourpre romaine, de la mort d'un prince qu'il dominait. Certains indices laissent d'ailleurs penser qu'Arbogast a été pris de court par cette disparition et il ne tarde pas, pour faire bonne figure, à faire transporter le corps de l'empereur à Milan où des funérailles somptueuses lui sont organisées sous la houlette d'Ambroise.    
On ne sait précisément ce qu'Arbogast espère alors de Théodose — le commandement militaire des provinces occidentales ou l'envoi d'un de ses fils comme Auguste ? — et la situation reste en suspens pendant quelques semaines tant en Gaule qu'à Constantinople où la nouvelle de la mort de Valentinien n'est parvenue qu'en juin. C'est alors que, selon Zosime, Arbogast convainc Eugène, présenté comme un homme posé et retenu mais réticent, de prendre la pourpre ; cependant, Socrate le Scolastique présente une autre succession d’événements selon laquelle c'est au contraire Eugène qui choisit de s'adjoindre le brillant officier Arbogast.   
Quoi qu'il en soit, Eugène, un homme estimé pour sa vaste culture hellène et portant la barbe à la manière de l'empereur Julien et de son cousin Procope, peut-être pour marquer son attachement à la tolérance en matière religieuse, accède au titre d'Auguste le 22 août 392, à Vienne ou à Lugdunum, et ajoute à son nom celui de Flavius. C'est la première fois depuis un siècle qu'est portée au pouvoir une personnalité sans aucun lien avec une famille impériale et qui n'a aucune expérience militaire. Eugène n'est ainsi peut-être pas le personnage falot, l'homme de paille qu'une certaine historiographie a longtemps présenté, ce que semble d'ailleurs contredire l'éloge qu'en fait le sénateur romain Symmaque.

### Le règne
Le choix d'un chrétien modéré poursuit peut-être le double objectif de s'accommoder les chrétiens nicéens Théodose Ier, empereur d'Orient résidant alors à Constantinople, et l'influent évêque de Milan Ambroise —  qui a également exercé de hautes responsabilités civiles et avec lequel Eugène entretient des relations amicales — tout en ne s'aliénant pas les défenseurs de la religion traditionnelle romaine. 

Dans un premier temps, Eugène cherche une légitimité et l'entente avec Théodose Ier, comme en témoigne son envoi de deux ambassades afin de se faire reconnaître comme Auguste. L'une d'entre elles, menée par un Athénien nommé Rufinus accompagné d'évêques gaulois, s'attache à innocenter Arbogast bien qu'il ne soit pas fait explicitement mention de ce dernier. Théodose reçoit les ambassades avec une bienveillance affichée mais ne donne aucune suite aux entrevues. 

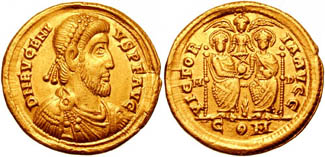
Solidus figurant au revers Eugène et Théodose Ier partageant le même trône et l'orbe, surmontés par la Victoire.

On trouve la même volonté de conciliation et de légitimation dans les premières frappes monétaires émises par Eugène qui reconnaissent Théodose et son fils Arcadius puis figurent l'empereur oriental comme co-consul pour l'Occident en 393 ; mais ce geste n'est pas réciproque puisque Théodose affiche, de son côté, son général Abundantius au co-consulat. L'attitude de Théodose est vraisemblablement influencée à la fois par le désir de vengeance de son épouse Aelia Galla, bouleversée par la mort de son frère Valentinien II, et par le danger que constitue désormais la puissance d'Arbogast pour son propre pouvoir. 
Durant l'hiver 392-393, Eugène et Arbogast se concentrent sur le limes du Rhin : tandis qu'Eugène renouvelle les alliances traditionnelles avec les Alamans, Arbogast fait campagne contre les Francs au-delà du fleuve afin de montrer à Théodose que la frontière est bien gardée.  
En Italie, Ambroise refuse finalement de reconnaître Eugène, à l'instar du comte Gildon qui gère l'Afrique romaine mais qui, précédemment révolté contre Valentinien II, reprend néanmoins ses livraisons de ravitaillements à Rome. De son côté, le Sénat de Rome envoie une délégation en Gaule pour rencontrer le nouvel Auguste afin de lui demander l'abrogation des mesures religieuses édictées par Gratien et la restitution aux temples païens de ce qui leur avait été enlevé au profit des églises chrétiennes. Eugène n'accède pas à leur demande mais accorde aux sénateurs de riches présents qui permettent de financer indirectement les cérémonies du temple de Vesta dont les biens avaient été confisqués, se conciliant de la sorte une partie des membres de l'institution mais suscitant l'hostilité déclarée de Théodose. 
Quand, le 23 janvier 393, Théodose élève son fils Flavius Honorius — à peine âgé de huit ans — au rang d'Auguste d'Occident, il donne un signal clair de rejet d'Eugène et l'affrontement devient inévitable : il s'agit désormais pour l'empereur de venger l'assassinat de son beau-frère par celui qui n'est autre à ses yeux qu'un tyrannus, un usurpateur. Vers le mois de mars, Eugène se met en route pour s'installer dans la cité impériale de Milan qu'Ambroise a quittée pour se réfugier à Bologne puis à Florence d'où les courriers qu'il adresse à Eugène, s'ils le traitent avec déférence — le désignant explicitement comme « empereur auguste » —, lui font savoir qu'il a perdu le soutien de l'évêque ainsi que celui des chrétiens d'Italie. Sur le chemin, de passage à Lyon, il autorise le rétablissement dans la Curie de l'autel de la Victoire que Gratien avait fait enlever en 382. 
L'action d'Eugène, chrétien modéré, ne procède pas pour autant d'un quelconque militantisme religieux et les libéralités qu'il accorde aux Églises de la péninsule lui valent probablement une certaine gratitude de ces dernières tandis que c'est le préfet du prétoire d'Italie, d'Illyrie et d'Afrique, le païen Nicomaque Flavien, qui accueille celui-ci à Milan, engageant de la sorte des relations cordiales avec la partie du Sénat désireuse de rétablir les cultes traditionnels dans leurs anciens droits. L'aristocratie sénatoriale de Rome fait ainsi relativement bon accueil à un Auguste qui, en recherche de légitimité, s'inscrit dans la lignée des politiques de tolérance conduites par Constantin, Jovien ou encore Valentinien Ier plutôt que dans celle d'une hypothétique « réaction païenne » longtemps présentée par l'historiographie chrétienne, face aux édits d'interdiction du paganisme promulguée depuis 391 par Théodose Ier. 
Eugène conserve Nicomaque Flavien comme préfet du prétoire, lui accorde le consulat en 394 et nomme son fils homonyme préfet de l'Urbs : les temples romains sont rouverts et restaurés, les sacrifices publics et l'haruspicine reprennent et un temple est même construit à Ostie, dédié à Hercule. Pour autant, il ne faut pas surestimer l'ampleur de ce mouvement de restauration qui se cantonne à la ville de Rome, ni d'ailleurs l'adhésion de la classe sénatoriale romaine au nouveau régime : le célèbre Symmaque, beau-frère de Nicomaque, reste d'ailleurs prudemment à distance courtoise d'Eugène avec qui il se garde de collaborer trop étroitement. 
Bien qu'Eugène ne s'en prenne en aucune façon à ses coreligionnaires chrétiens, c'est pourtant l'accusation de vouloir restaurer les anciens cultes et de nuire au christianisme — plus que la vengeance de la mort de son beau-frère — que Théodose va prendre comme prétexte pour contester le gouvernement d'Eugène, d'autant plus que l'absence d'Ambroise de Milan marque un certain reflux du christianisme à la cour impériale où des membres du clergé renoncent à leurs fonctions et où d'importantes personnalités apostasient.

### La chute

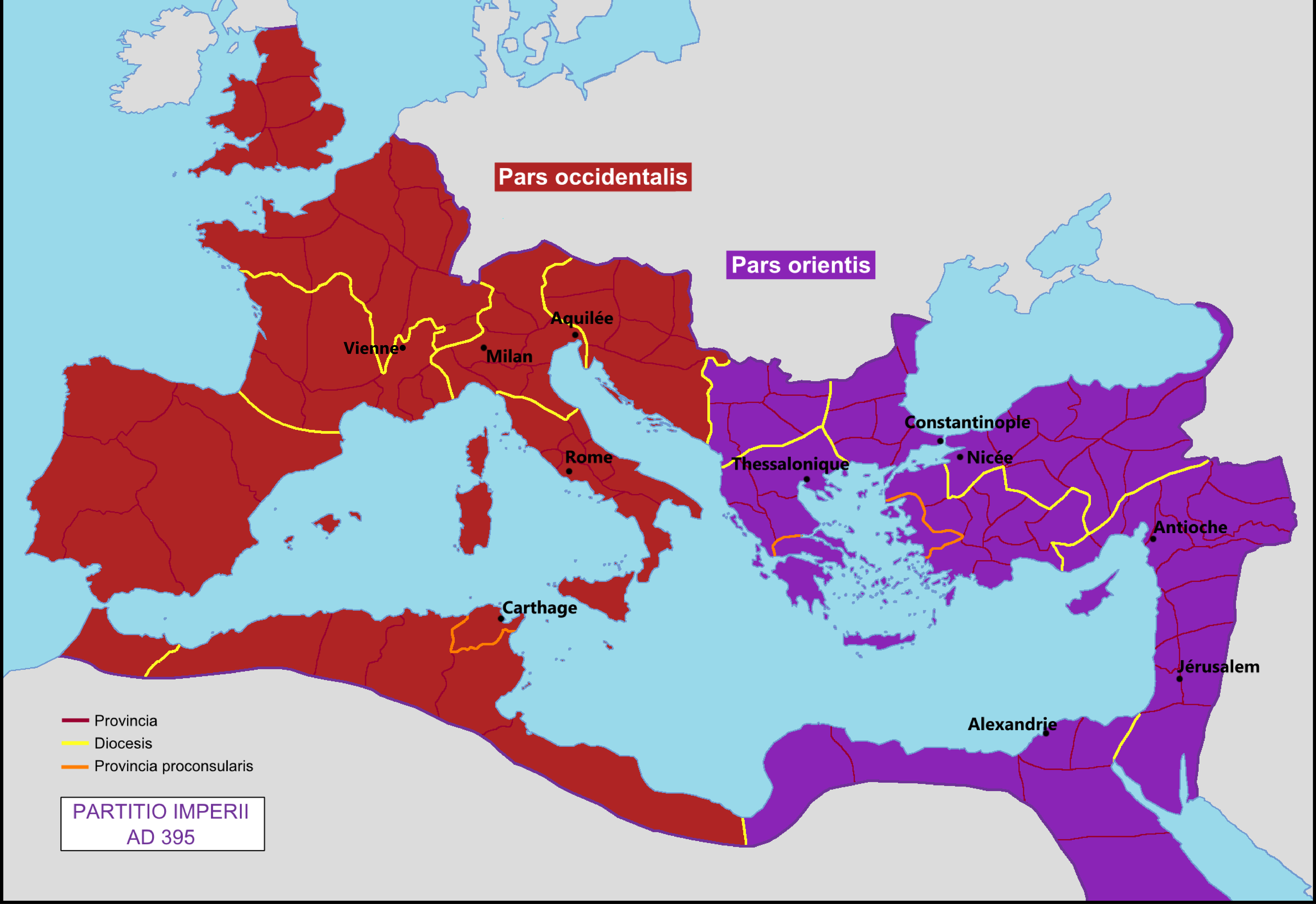
Empire romain vers 395

En Orient, Théodose se prépare à la guerre durant tout l'hiver 393-394, avec plus de soin encore qu'il ne l'avait fait avant de s'opposer à Maxime, rassemblant une armée majoritairement composée de troupes barbares comptant des Goths, des Huns ou encore des Alains provenant de la frontière danubienne. L'encadrement de ces fédérés d'Asie et de Thrace est aussi largement occupé, à côté du commandement romain assuré par Timasius et Stilicon, par des généraux barbares : le Goth Gaïnas dont un des officiers est Alaric, l'Alain Saul, l'Ibère caucasien Bacurius ou encore le Franc Richomer qui meurt avant de prendre le commandement de la cavalerie.  En face, l'armée d'Eugène compte également un grand nombre de troupes barbares, particulièrement des Alamans et des Francs placés sous le commandement d'Arbogast.  
Les deux camps vont s'affronter pour la légitimité impériale, dans une opposition de « Romains contre des Romains », selon l'expression de Socrate, dans ce qui s'apparente à une guerre civile éloignée de l'image longtemps véhiculées d'une lutte civilisationnelle entre « Romains » et « Barbares » ou entre « chrétiens » et « païens », dans une thèse quelque peu manichéenne qui remonte à Zosime, quelquefois encore défendue : outre qu'elles sont chacune largement composées de troupes barbares issus de divers peuples, les armées en lice pratiquent divers cultes ou confessions, comptant en leurs rangs tant des chrétiens homéens ou nicéens que des païens. C'est bien une lutte pour le pouvoir et la réunification des deux parties de l'Empire sous une autorité unique qui se joue.   
La rencontre entre les deux armées a lieu les 5 et 6 septembre 394, à la bataille de la Rivière Froide (bataille du Frigidus), probablement la rivière Vipava, dans les Alpes juliennes, non loin d'Aquilée. Les sources qui retracent la bataille sont nombreuses et contradictoires, réduisant sa reconstitution à des conjectures. Selon Sozomène, les évènements transforment le tranquille Eugène qui s'avère être un chef vaillant et déterminé. Il semble que la première journée de combat ait été meurtrière et indécise avant que les troupes auxiliaires gothes de Théodose ne soient anéanties, conférant, selon Zosime, un avantage aux troupes d'Eugène.  
Mais le lendemain, l'affrontement tourne en faveur de Théodose, aidé par le changement de camp d'un général d'Eugène, Arbition, ainsi que par des conditions climatiques défavorables : les troupes d'Eugène se débandent et celui-ci est capturé alors qu'il cherche à fuir. Présenté à Théodose, il est décapité le jour même et sa tête est fichée sur une pique et promenée à travers son camp puis à travers l'Italie. Arbogast et Nicomaque Flavien se donnent tous deux la mort quelques jours plus tard.  
L'Empire romain se voit réunifié pour quelques mois sous le pouvoir de Théodose Ier qui, s'il se montre clément envers ses ennemis après sa victoire, développe une politique religieuse moins tolérante qu'Eugène et fait appliquer ses édits de prohibition concernant les temples et les cultes. Mais il meurt peu après, en janvier 395 à Milan. La postérité, modelée par les historiens ecclésiastiques à la suite de Rufin d'Aquilée, transforme cette guerre civile, assez semblable à celle qui oppose Constantin et Licinius soixante ans plus tôt, en un archétype de « guerre de religion », ajoutant force détails pour faire le récit d'une véritable « guerre sainte » qui pose la victoire théodosienne en triomphe du christianisme catholique.

### Titulature
Selon la pièce de monnaie dont l'image est ci-dessus, il porte les titres classiques suivants : D(ominus) N(oster) EVGENIVS P(ius) F(elix) AVG(ustus).

### Monnaies
Les revers de ses premières pièces de monnaie suggèrent un règne collégial des deux empereurs :
- GLORIA ROMANORVM (Gloire des Romains), avec les allégories de Rome et de Constantinople assises côte à côte (ref. Cohen 1).
- VOTA PVBLICA (Souhait Populaire), avec deux empereurs.
- VICTORIA AVGG (Victoire des Augustes), Eugène et Théodose assis de face, la Victoire entre eux, marques d'atelier monétaire avec T-R à gauche et à droite (Treveri / Trier, atelier de Trèves) et COM dans l'exergue (ref. Cohen 6).
- VICTORIA AVGVSTORVM, Victoire seule marchant à gauche, tenant une couronne et une palme (ref. Cohen 10).

Ensuite, les slogans des revers ne portent plus que sur le thème de la Victoire, la personnification de Rome seule, et Eugène en armes :
- SALVS REIPVBLICAE (Salut de la République), ou SPES ROMANORVM (L'Espoir des Romains) avec une Victoire, SALVS ROMANORVM, avec Rome (ref. Cohen 3 et 4).
- VIRTVS EXERCITVS (Courage de l'Armée), ou GLORIA ROMANORVM, avec Eugène debout appuyé sur un bouclier et tenant un étendard (ref. Cohen 13).